# Franjo Mihalić
Franjo Mihalić (Pronunciación serbio-croata: [fraːɲɔ ˈmixalitɕ]; 9 de marzo de 1920 – 14 de febrero de 2015) fue un corredor de fondo serbio-croata conocido por su victoria en el Maratón de Boston de 1958 y una medalla de plata en el maratón de la olimpiada de verano. de 1956. Mihalić compitió mayoritariamente en maratones, carreras de carretera y carreras de campo a través, distinguiéndose por ganar muchas competiciones internacionales de alto nivel en la década del '50 y rompiendo un combinado de 25 récords nacionales en pistas de larga distancia entre 5000 m y 25 km. En 1957  se convirtió en el ganador inaugural de la Placa Dorada, el premio para el mejor comportamiento deportido de Yugoslavia otorgado por el suplemento diario Sport. Es considerado como el atleta masculino más galardonado en la historia del atletismo croata, serbio y yugoslavo.

## Biografía

### Primeros años
Mihalić nació en 1920 en el pueblo de Ludina (parte de Kutina), en lo que actualmente se conoce como el Condado de Sisak-Moslavina, Croacia. Su padre Josip era un sastre, mientras su madre Veronika era una ama de casa. A los tres años, su familia se mudó a Zagreb.
Mihalić comenzó a practicar deportes a los diez años. En 1936, mientras jugaba fútbol para el club NK Grafičar, Mihalić conoció a Stjepan Bobek, tres años más joven que el. En ese momento, Bobek jugaba para el NK Ličanin, los principales rivales del Grafičar. Esto fue el comienzo de una larga amistad, ya que ambos fueron transferidos a Belgrado luego de la Segunda Guerra Mundial como atletas estrella de Yugoslavia.
Mihalić empezó a trabajar a los 16 años como aprendiz en una imprenta. Con sus primeros sueldos compró una bicicleta, se unió a un club de ciclismo, y luego pasó los próximo cuatro años corriendo para ellos. Fue bastante exitoso, pudiendo terminar en los diez primeros puestos en varias carreras contra los mejores ciclistas croatas de la época. Aun así, su entusiasmo por el ciclismo fue decreciendo debido a varios accidentes importantes que resultaron en lesiones y cicatrices permanentes.

### Comienzos en el atletismo
La entrada de Mihalić al atletismo fue casi por coincidencia. En 1940, uno de los eventos en los Juegos de los Trabajadores en Zagreb era una carrera de campo a través. Mihalić fue nominado para la carrera por su club de fútbol Grafičar ya que era su jugador más rápido. A pesar de haber sido su primera carrera sin formación previa, logró el segundo puesto entre aproximadamente 200 participantes, perdiendo por poco el primer puesto ante un atleta experimentado. Este evento fue crucial en su decisión para abandonar el ciclismo y comenzar su carrera en el atletismo. Se unió al club de atletismo Concordia Zagreb y luego de pocos meses de entrenamiento logró su primer récord nacional en 5.000 metros, seguido por otro récord nacional en 10.000 metros.
Durante la Segunda Guerra Mundial, Mihalić representó al Estado Independiente de Croacia. Ganó varias competiciones internacionales, rompió cinco récords nacionales y fue nombrado Deportista croata del Año tres años consecutivos. Mihalić utilizó su estatus cómo atleta reconocido para evitar la conscripción y rechazó su afiliación al partido Ustasha diciendo que era "apolítico".
Su primer entrenador de atletismo fue Milčo Dobrin, quién al ser judío debió llevar una Estrella de David y tenía prohibido participar en competiciones. Luego Dobrin logró huir a Venezuela a través de Suiza.
Al final de la guerra, Mihalić corrió para el club de atletismo Mladost de 1945 a 1947, del cual fue cofundador. En 1947 fue transferido a Belgrado por las autoridades yugoslavas comunistas para unirse a la asociación de deportes Partizana. Mihalić consiguió un trabajo bien pago y buenas condiciones para entrenar con su nuevo club, así que decidió establecerse permanentemente en Belgrado, donde finalmente se casó y formó una familia.

### Éxito internacional
Uno de los primeros éxitos internacionales de Mihalić  surgió en los Juegos mediterráneos de 1951 en Alejandría, donde ganó la medalla de plata en 10.000 m perdiendo ante Alain Mimoun. Mihalić también compitió en los 10.000 m olimpiada de verano de 1952 en Helsinki, acabado en el puesto 18.
El primer éxito importante fue el año siguiente, en París, cuándo Mihalić se convirtió en el campeón mundial en campo a través, ganando Cross de las naciones, un precursor del actual Campeonato mundial de campo a través.
Mihalić dejó su marca en el Carrera de San Silvestre en São Paulo, Brasil, donde ganó dos veces (1952 y 1954), una vez quedando en tercer puesto (1951) y una vez en el segundo (1953, perdiendo ante Emil Zátopek). Ganó la prestigiosa carrera de campo a través de Cinque Mulini en Italia tres veces (1957, 1958 y 1961).
Además de su victoria en Boston, Mihalić consiguió victorias en maratones internacionales en Atenas y Moscú (ambos en 1957).

#### Olimpiadas de verano de 1956
Mihalić Ganó la medalla de plata del maratón en la olimpiada de verano de 1956 en Melbourne. Esto fue, en su opinión, el logro más importante de su carrera deportiva. Ningún atletista yugoslavo pudo conseguir una medalla olímpica desde entonces.
Mihalić llegó a Melbourne en buen estado físico. Alain Mimoun de Francia y Veikko Karvonen de Finlandia fueron considerados los favoritos previo a la carrera. Algunos también vieron a Mihalić como uno de los favoritos, al crecer su reputación al ganar los Juegos Balcánicos en Belgrado.
El maratón se dio en la tarde de un día muy caluroso, y el pista proporcionaba poca sombra, salvo en el inicio y en la llegada. Mihalić se mantuvo con el grupo principal, gradualmente avanzando en las posiciones, pero tuvo un serio problema mientras se acercaba a la primera estación de agua en el kilómetro 15. Al acercarse a la meza con refrigerios, se tropezó y se lastimó. A pesar de golpes en sus brazos y piernas, pudo levantarse y continuar la carrera pero recién pudo recuperar su puesto original en el kilómetro 20. 
Finalmente, fue el segundo para cruzar la línea de llegada en un tiempo de 2:26:32, un minuto y un medio después de que Mimoun, y un minuto delante Veikko Karvonen.

#### Maratón de Boston de 1958
Otro momento destacado de Mihalić tuvo lugar en la Maratón de Boston de 1958. Logró una victoria contundente, superando al defensor del título John J. Kelley quién logró un segundo lugar por casi cinco minutos, y dejando en el tercer lugar a Einno Pulkkinen , a más de 11 minutos de diferencia. Mihalić  tuvo un tiempo de 2:25:54, cinco minutos menos que el tiempo original de Kelley el año anterior.
La victoria de Mihalić  en 1958 fue la primera y, hasta 2010, la única lograda por un atleta de Europa oriental.

### Últimas carreras y retiro
Mihalić Participó en el maratón en la olimpiada de verano de 1960 en Roma, finalizando en el puesto n° 12, con un tiempo de 2:21:52.6. Su tercer y final victoria en el Cinque Mulini fue en 1961, poco antes de cumplir 41 años, fue también su último resultado internacional importante. Mihalić se retiró del atletismo en 1966 luego de ganar su última carrera, la mini-maratón Kadinjača en Užice.
Durante su carrera, Mihalić ganó 14 campeonatos nacionales (12 de 10.000 m y 2 en 5.000 m), pero nunca ganó un campeonato de maratón nacional.
Hasta el 2009, tres de los récords de pista de Mihalić todavía siguen sin romperse: 20.000 m (1952), Carrera de una Hora (1952) y 25.000 m (1957).

### Carrera cómo veterano
Mihalić Participó en carreras de 10 km hasta sus 80s. Tuvo que abandonar las carreras bajo órdenes de su doctor a comienzos del año 2000, cuándo lesiona severamente la rodilla en la carrera de Cer-Šabac. 
Debido a esto se dedicó a la marcha atlética y ganó tres medallas de oro en el evento de 5 km para Serbia y Montenegro en los Juegos balcánicos de veteranos, consiguiendo la última en 2005.
A fines de 2006, Mimoun, Mihalić y Karvonen, los tres medallistas en las olimpiadas de 1956, se encontraron en París en un reencuentro organizado por la revista deportiva francesaL'Équipe en el 50.º aniversario del maratón Olímpico en Melbourne.
A los ochenta años, Mihalić todavía caminaba 3 kilómetros diarios desde su casa en Belgrado al Estadio Partizan, donde era entrenador voluntario de atletismo.